# NGC 7459/1
NGC 7459/1 је спирална галаксија у сазвежђу Рибе која се налази на NGC листи објеката дубоког неба.
Деклинација објекта је + 6° 44' 58" а ректасцензија 23h 0m 59,6s. Привидна величина (магнитуда) објекта NGC 7459 износи 15,2 а фотографска магнитуда 16,0. NGC 74591 је још познат и под ознакама UGC 12302, MCG 1-58-21, double syste, contactPGC 70261.